# Phyllostominae
Phyllostominae — підродина ссавців родини листконосові (Phyllostomidae), ряду лиликоподібні (Vespertilioniformes, seu Chiroptera). 

## Систематика
Підродина Phyllostominae
- Триба Micronycterini
  - Рід Glyphonycteris
  - Рід Lampronycteris
  - Рід Macrotus
  - Рід Micronycteris
  - Рід Neonycteris
  - Рід Trinycteris
- Триба Vampyrini
  - Рід Chrotopterus
  - Рід Lophostoma
  - Рід Tonatia
  - Рід Trachops
  - Рід Vampyrum
- Триба Lonchorhinini
  - Рід Lonchorhina
  - Рід Macrophyllum
  - Рід Mimon
- Триба Phyllostomatini
  - Рід Phylloderma
  - Рід Phyllostomus